# 気象測器検定
気象測器検定（きしょうそっきけんてい）とは、一定の範囲の公共的な気象観測に使用される気象測器（きしょうそっき）について、所定の測定原理に応じた構造（作動の確実性、耐候性など）を有し、かつ、器差（観測値の誤差）が気象業務用として許容される範囲内にあることを保証するための制度、及びこれに基づいて行われる検査、証書の交付などのことである。
日本においては、政府が成立した当初から近代的な気象業務の最低条件とされる観測の方法の統一を実体化するための業務として位置付けられており、1887年（明治20年）には中央気象台の業務として正式に定められている。当初は軍、道府県庁などの行政機関が保有する気象測器だけを対象としていたが、1896年（明治29年）からは一般国民にも利用できる行政サービスとなり、1952年（昭和27年）の気象業務法の施行を以てほぼ現在のかたちになった。
気象測器検定は、気象業務法及びその下位法令（気象測器検定規則など）を根拠法令とし、長らく日本政府（気象庁）が実施してきたが、2004年（平成16年）3月1日からは、国が定める実施規準及び事業規制の下での複数参入可能な民間事業へ位置付けが変わり、これ以降は一般財団法人気象業務支援センターが、唯一の登録検定機関として検定の実施にあたっている。

## 対象となる気象観測
気象業務法は、検定に合格した気象測器を使用しなければならない気象観測として、以下のものを定めている。これらを検定に合格していない気象測器を用いて観測を行った場合、50万円以下の罰金刑に処せられる。
- 政府機関（気象庁を除く）・地方公共団体が行う全ての気象観測。ただし以下のものを除く。
  - 研究のために行う気象観測
  - 教育のために行う気象観測
  - 環境測定に属するもの、臨時的なものなどの特殊な気象観測
- 政府機関・地方公共団体以外の者が行う以下の気象観測
  - 観測成果を発表するための気象観測
  - 防災のための気象観測
- 気象庁への気象観測通報を行う義務を負う船舶における気象観測
- 民間気象会社（予報業務許可事業者）が予報業務のために行う気象観測

地方公共団体や一部民間企業の保有する観測施設の中には、運用にあたって気象庁による指導や点検を受けているものがあるが、このことを以て気象測器検定の受検が免除されることはない。
学校の課外活動などで観測した結果をウェブサイトに掲載する行為は、観測値が観測者の自己責任を超えたところで利用される可能性があることから、外観としては「発表」に該当してしまうが、現在の取扱いでは「教育」の範疇に収まるものとして、規制の適用外となっている。
「防災」には、洪水や列車の転覆のような気象現象が直接引き起こす災害に対するものだけでなく、火災の延焼のような他の災害の推移に関与する気象状況の監視、飛行場や橋梁の立地調査などを通じた将来的な災害の予防もこれに含まれる。
「予報業務のために行う」とは、一般的にはデータ同化などによって日々の予報の作成に用いられる観測値を収集することだと解されている。
なお、教育を主目的としない組織が不特定多数の者を組織して観測を実施する場合や、民間気象会社が新しい予報技術の検証のためにデータを収集する場合などについては、評価基準が必ずしも公知されてはおらず、当該観測を代替・補完しうる気象庁の観測網の存否や当該実施主体の行う他の事業とのバランスといった情状によって法的評価が変わりうる部分が留保されている。
当然ながら、気象測器を使わずに行うことができる観測（天気の判別、風力階級表を用いた風の観測、波浪の観測など）は、気象測器検定制度の関知するところではない。

## 対象となる気象測器
気象測器は観測種目（列記の上位）及び測定原理・構造（同下位）によって分類されるが、気象測器検定の対象となるのは、以下のものである。
温度計
- ガラス製温度計
- 金属製温度計
- 電気式温度計
- ラジオゾンデ用温度計

気圧計
- 液柱型水銀気圧計
- アネロイド型気圧計
- 電気式気圧計
- ラジオゾンデ用気圧計

湿度計
- 乾湿式湿度計
- 毛髪製湿度計
- 露点式湿度計
- 電気式湿度計
- ラジオゾンデ用湿度計

風速計
- 風杯型風速計
- 風車型風速計
- 超音波式風速計

日射計
- 電気式日射計

雨量計
- 貯水型雨量計
- 転倒ます型雨量計

雪量計
- 積雪計

複合気象測器（複数の観測種目を観測する一体型の気象測器）
- ラジオゾンデ
- その他の複合気象測器

以下のものは検定の対象とならない。
- 気象レーダー、気象衛星、雲高計のような、もっぱら機器及び気象の専門知識を持つ者が使用する機器・設備
- 肉眼、望遠鏡、時計、物差しのような、気象要素の観測に特化した測定器ではないもの
- 測雲器、一目盛10mm以上相当の雨量計など、検定を要するほどの精度が必要とされないもの

## 手続きなど
気象測器検定における検査は、冒頭において述べたとおり、測定原理に応じた構造を有しているかどうかを確定する構造の検査と、器差が所定の範囲内に収まっているかどうかを確定する器差の検査の２段階で行われる。これら検査の合格基準は、気象庁の定めたものが気象庁告示として公示されており、事実上、製品規格の一部をなしている。
型式証明を取得した型式の気象測器については、構造の検査を省略し、器差の検査のみを行う簡易かつ安価な手数料による検定が行われる。
さらに、型式証明に加えて、検定の申請者（メーカーなど）が気象庁から「認定測定者」に認定されていれば、器差の測定記録を書面で提出することにより、実物を提出することなく、かつ、さらに安価な手数料で検定を受けることができる。
なお、型式証明は、気象測器検定とは異なり、技術行政としての性格が強いことから、現在も国（気象庁）自らが行っている。
実務上は、検査の最初に、その気象測器が測定原理・構造による分類のいずれに該当しているかの確認作業が行われており、かつてはこれを種類の検査と称していたが、どの分類にも属さない気象測器が検定を受ける例がなくなったことなどから、独立した検査としては、2002年（平成14年）4月1日に廃止されている。
検査に合格した気象測器に対しては、検定証印が刻印又は貼付され、検定証書が発行される。制度上は特に義務付けられてはいないが、検定に合格した気象測器の流通においては、使用者に対する一種の保証書として検定証書が添付されるのが通例である。
検定の有効期間は原則として無期限だが、構造、使用条件、使用状況などからみて磨耗・劣化などしやすい種類のものには、有効期間（1～10年）が定められている。
検定の手数料は、登録検定機関である気象業務支援センターの内部規程の定めるところによるが、実態としては、かつて気象庁が検定を実施していたころの低廉な価格設定からほとんど変わっていない。この水準を維持するため、気象庁は、自身の使用する気象測器のための検査施設を格安の使用料でセンターに使わせるなどの措置をとっている。

## 委託検定
気象庁は、その業務上、各種の測定に関するノウハウや施設・人材を有している。これを社会に還元するため、外部からの委託に応じて特定の種類の測定器の検査・性能確認を行うのが、委託検定制度である。
委託検定の対象となる測定器は、国の観測網とのデータの互換性を必要としない事象の観測に用いられるとか、防災との関係性が薄いといった理由から気象測器検定制度の対象とならなかった以下のものである。
- 日照計
- 直達電気式日射計
- 震度計
- 磁気儀
- 磁気計
- 羅針盤

ただし、震度計については、各種研究機関や地方公共団体、民間企業などが設置したものの観測値をネットワークを介して収集し、気象庁の震度速報などに用いる地震観測網の精度を担保するための行政活動として委託検定を行っている面があり、正規の気象測器検定に準ずる存在となっている。